# S/S Liguria
S/S Liguria var ett svenskt lastfartyg som torpederades under andra världskriget.

## Historik
1914 när första världskriget startade, byggdes Liguria vid Lindholmens varv i Göteborg. På resa i oktober 1922 från Afrika till Liverpool med last av oljekakor utbröt eld i lasten och den fick en omfattande spridning. SOS utsändes och bland de fartyg, som skyndade till Lingurias undsättning fanns de amerikanska ångarna Meanticut och Amerika, den senare räddade många människoliv på Atlanten både före och efter denna händelse. Emellertid lyckades kaptenen Richardsson och hans besättning, efter ett oerhört arbete att bli herrar över elden, som åsamkat betydande skador. 
På Ligurias resa till New York 1928 råkade en 19-årig brasilianare och en norsk kollämpare i gräl om en rakborste. Under slagsmålet fick norrmannen så svåra skador, att han avled på sjukhus i New York. Brasilianaren häktades för dråp och sedan uppstod det en del folkrättsliga komplikationer, medan USA vägrade utlämna den skyldige. 1928 spolades ångarens förste styrman överbord i Atlanten och omkom. De senaste åren fördes Liguria bland andra av kaptenen B. Lindberg, vilken omkom vid S/S Gwalias torpedering 1940. Sista gången Liguria var hemma i Sverige var i början av 1939, då fartyget under tjocka grundstötte vid Sandhammaren.

## Torpederingen
På väg från Dunston till Las Palmas torpederades Liguria den 29 mars 1941 av den tyska ubåten U 46 och sjönk på Lat 59,0’ Long V 27,30’. Av besättningens 26 man räddades tio, därav fyra svenskar, som alla infördes till engelsk hamn.